# Urs Kodiak
Ursul Kodiak (Ursus arctos middendorffi), numit și ursul brun Kodiak dar și ursul grizzly din Alaska sau ursul brun american, trăiește in insulele din arhipelagul Kodiak în sud-vestul Alaska. Este cea mai mare subspecie a ursului brun.